# Élargissement de la Communauté de développement d'Afrique australe
L’élargissement de la Communauté de développement d'Afrique australe fait référence aux élargissements successifs de la Communauté de développement d'Afrique australe.

## Historique

### Adhésion de 1994
Le premier élargissement a eu lieu le 30 août 1994 avec l'adhésion de l'Afrique du Sud.

### Adhésion de 1995
Le deuxième élargissement a eu lieu le 20 août 1995 avec l'adhésion de Maurice.

### Adhésion de 1997
Le 8 septembre 1997, la République démocratique du Congo et les Seychelles adhèrent ensemble à la CDAA. Les Seychelles se retireront de l'organisation le 1er juillet 2004 après notification en date du 24 août 2003, justifiant sa décision sur son incapacité à participer au budget de la CDAA.

### Adhésion de 2005
Le 18 août 2005, Madagascar devient membre de la CDAA.

### Retour des Seychelles en 2008
Les Seychelles réintègrent l'organisation.

### Adhésion de 2017
Le 20 août 2017, les Comores intègrent l'organisation.

## Critères d'adhésion de nouveaux membres
Le traité instituant la CDAA ne contient pas de dispositions spécifiques relatives à l'adhésion (tant la demande que la procédure en soi). Le Sommet doit, en théorie, agir sur la base de recommandations du Conseil des ministres.
Lors du sommet de Johannesburg, le Sommet a toutefois établit des critères et procédures pour l'admission de nouveaux membres. Ces critères sont :
- la proximité géographique des demandeurs ;
- la proximité du système politique, économique, social et culturel des États candidats ;
- la faisabilité de la coordination efficace et efficiente des activités économiques, sociales et culturelles de l’État candidat avec le cadre de coopération de la CDAA ;
- l'absence d'engagement dans des activités de subversion et de déstabilisation ou de velléités territoriales contre la CDAA et ses États membres ;
- doit être une démocratie respectueuse des droits de l'homme et de l'état de droit ;
- et doit partager les idéaux et aspirations de la CDAA.

Lors du Sommet des 25 et 26 août 2006, les États membres ont modifié ces critères. Ces nouveaux critères sont :
- le demandeur doit connaître et partager les idéaux et aspirations du traité CDAA ;
- la proximité des systèmes politiques, économiques, sociaux et culturels de l’État candidat avec ceux de la région CDAA et le respect des principes de démocratie, droits de l'homme, bonne gouvernance et l'état de droit ;
- avoir un passé positif d'engagements internationaux et la capacité de respecter ses obligations et de participer effectivement à la CDAA ;
- avoir des indicateurs macroéconomiques conformes aux cibles du RISDP ;
- ne doit pas être en guerre et ne doit pas être engagé dans des activités de subversions et de déstabilisations ; et avoir des velléités territoriales contre la CDAA, ses États membres et les États membres de l'Union africaine.

Le retrait du critère de proximité géographique signifie que la CDAA pourrait accepter des États venant d'autres régions d'Afrique.

## Sources